# It Takes a Nation: The First London Invasion Tour 1987
Albums de Public Enemy
Revolverlution
(2002) Power to the People and the Beats: Public Enemy's Greatest Hits
(2005)
It Takes a Nation: The First London Invasion Tour 1987 est un album live de Public Enemy, sorti le 17 mai 2005.
L'album est accompagné d'un DVD proposant dix titres live enregistrés lors des concerts donnés les 1er, 2 et 3 novembre 1987 à l'Hammersmith Odeon de Londres.

## Liste des titres
| No  | Titre                                                                         | Durée |
| --- | ----------------------------------------------------------------------------- | ----- |
| 1.  | Countdown to Armageddon                                                       | 1:49  |
| 2.  | Raise the Roof                                                                | 0:22  |
| 3.  | Too Much Posse                                                                | 1:16  |
| 4.  | Bring the Noise                                                               | 3:23  |
| 5.  | My Uzi Weighs a Ton                                                           | 2:46  |
| 6.  | Rightstarter                                                                  | 1:41  |
| 7.  | Rebel Without a Pause                                                         | 4:13  |
| 8.  | You're Gonna Get Yours                                                        | 1:43  |
| 9.  | Timebomb                                                                      | 1:39  |
| 10. | Public Enemy Number One                                                       | 3:29  |
| 11. | MKLVFKWR (DJ Johnny Juice on the Loose Remix) (remix de DJ Johnny Juice)      | 2:55  |
| 12. | Public Enemy Number One (DJ Spooky Drums of Death Remix) (remix de DJ Spooky) | 4:30  |
| 13. | Bass in Your Face                                                             | 5:29  |
| 14. | Miuzi Weighs a Ton (Live in San Francisco 1999) (featuring DJ Lord)           | 1:50  |
| 15. | Public Enemy Number One (Geronimo Punks Redu)                                 | 4:52  |
| 16. | Do You Wanna Go Our Way (23 Skidoo UK Remix) (remix de 23 Skidoo)             | 4:57  |
| 17. | Do You Wanna Go Our Way (Nexttmen UK Remix) (remix de Nexttmen)               | 4:18  |
| 18. | Rebirthinstrumental                                                           | 1:01  |
| 19. | Bring That Beat Back                                                          | 4:18  |